# Sagàrtia
Sagàrtia va ser el nom de la regió de l'imperi Persa on actualment hi ha la ciutat de Yedz que incloïa el territori més tard conegut per Arbelitis, nom que va prendre de la ciutat principal, Arbela.
Asagarta o Sagàrtia era una satrapia menor dins la satrapia de Babilònia, i la seva capital era la ciutat d'Arbela. La seva frontera nord-oest era el Gran Zab (Licos, llatí Lycos); al sud limitava amb la Sittacene. La frontera nord-est i est està mal definida.
Heròdot en parla, i diu que els sagartis eren una tribu nòmada, i formaven part de la confederació de deu pobles que Cir II el Gran va reunir per lluitar contra el mede Astíages de Mèdia a la meitat del segle vi aC.
A la mort de Cambises II de Pèrsia els sagartis es van independitzar sota el lideratge de Tritantecmes (Ciçantaxma d'Asagarta o Sagàrtia) però pel general Takmaspada al servei de Darios I el Gran els va derrotar. Tritantecmes va morir crucificat a Arbela. Llavors sembla que Sagàrtia va passar a dependre de la satrapia de Mèdia, però al cap d'uns quants anys es va retornar a l'antiga situació, en tot cas abans de la meitat del segle v aC.
Sota Darios I va ser una satrapia que es menciona a una inscripció a Persèpolis. Heròdot l'assenyala com la satrapia XIV. Més tard Sagàrtia, Drangiana, Carmània, el país dels tamans i el país dels utis van ser unificades sota un sol sàtrapa i els sagartis apareixen al mateix contingent que drangians, utis i altres pobles durant la invasió de Grècia l'any 480 aC.
El nom de Sagàrtia no torna a ser esmentat i es va substituir pel grec Arbelitis.